# Heppenheim
Heppenheim (Bergstraße) è una città tedesca di 26 946 abitanti, situata nel land dell'Assia. È la città natale dell'ex pilota di Formula 1 Sebastian Vettel.

## Storia
La città fu fondata intorno al 755 nelle vicinanze del monastero di Lorsch. La prima attestazione della località viene riportata per la prima volta nel 755 all'interno del Codex Laureshamensis.
Nel 1065 fu costruito sopra Heppenheim il castello di Starkenburg. L'obiettivo del castello era proteggere la città e il monastero dagli invasori: nel 1066 resistette eroicamente a un attacco del duca di Brema. 
Nel XIII secolo Heppenheim divenne un insediamento urbano. Un incendio nel 1369 distrusse quasi completamente la città.
Nel 1900 ha inizio la costruzione della chiesa cattedrale di San Pietro, caratteristico edificio neogotico che ha sostituito le precedenti chiese risalenti al Medioevo.
Ogni anno, Heppenheim intercambia studenti con West Bend (Wisconsin) e Le Chesnay (Francia).
Nel 1948 ad Heppenheim fu fondato il Partito Liberale Democratico, in tedesco Freie Demokratische Partei (FPD).
Nel 1987 ad Heppenheim nasce Sebastian Vettel, campione del mondo di Formula 1 nel 2010, 2011, 2012 e 2013. Si è ritirato dal mondo dell'automobilismo nel 2022.

## Amministrazione

### Gemellaggi
- Caldaro sulla Strada del Vino, dal 1971